# Japanse Keizerlijke Marine

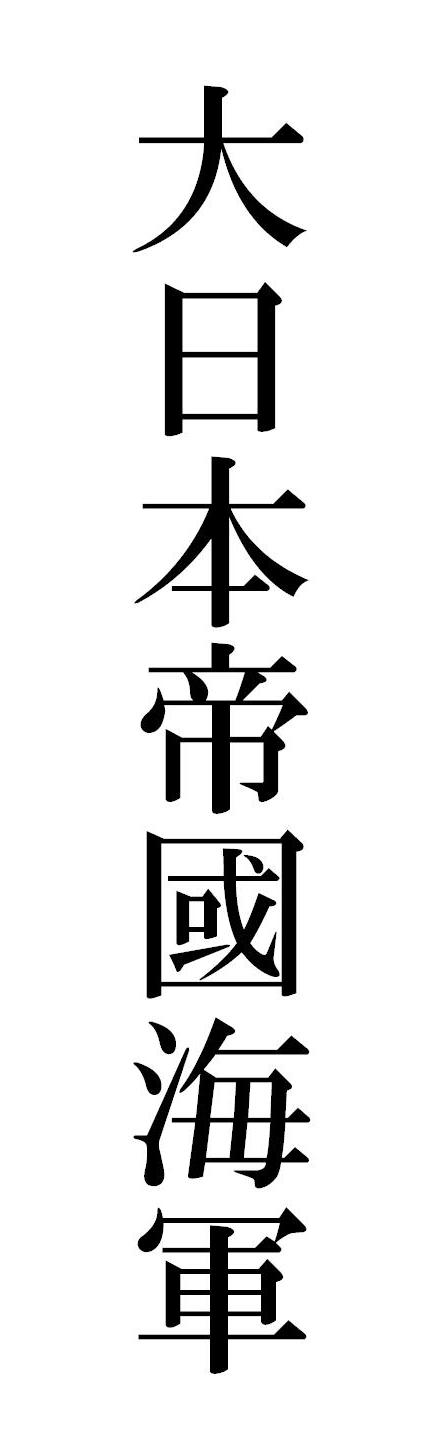
Kanji voor "Japanse Keizerlijke Marine"

De Japanse Keizerlijke Marine (大日本帝國海軍, Dai-Nippon Teikoku Kaigun of 日本海軍, Nippon Kaigun), officieel Marine van het Groot-Japans Keizerrijk, ook bekend als de Japanse Marine, was de marine van het Japans Keizerrijk tussen 1869 en 1945.
In 1905 behaalde de marine een grote overwinning op de Russische Keizerlijke Marine in de Slag bij Tsushima.
Aan de vooravond van de Tweede Wereldoorlog was de Japanse marine de op twee na grootste zeemacht van de wereld, en de grootste en modernste in het gebied van de Grote Oceaan. Tijdens deze oorlog kwam ze in conflict met de twee grootste zeemachten van die tijd, de United States Navy en de Royal Navy. Na enkele grote successen in het begin van de oorlog, wordt de Japanse marine bijna volledig vernietigd tijdens de Pacifische Oorlog.
De Japanse Keizerlijke Marine werd officieel ontbonden in 1945.

## Vloot
| Type              | Japanse Keizerlijke Marine | US Navy |
| ----------------- | -------------------------- | ------- |
| Slagschepen       | 11                         | 3       |
| Vliegdekschepen   | 11                         | 4       |
| Kruisers          | 40                         | 20      |
| Torpedobootjagers | 125                        | 80      |
| Onderzeeboten     | 75                         | ?       |